# Świadkowie Jehowy w Australii i Oceanii
Świadkowie Jehowy w Australii i Oceanii – społeczności wyznaniowe, należące do ogólnoświatowej wspólnoty Świadków Jehowy, działające na terenie państw i terytoriów zależnych Australii i Oceanii, liczące w 2023 roku łącznie 105 699 głosicieli.
Najwięcej Świadków Jehowy zamieszkuje: Australię (71,2 tys.), Nową Zelandię (14,6 tys.), Papuę-Nową Gwineę (5,7 tys.), Polinezję Francuską (3,2 tys.), Nową Kaledonię (2,7 tys.) i Wyspy Salomona (1,9 tys.).

## Historia Świadków Jehowy na terenie Australii i Oceanii

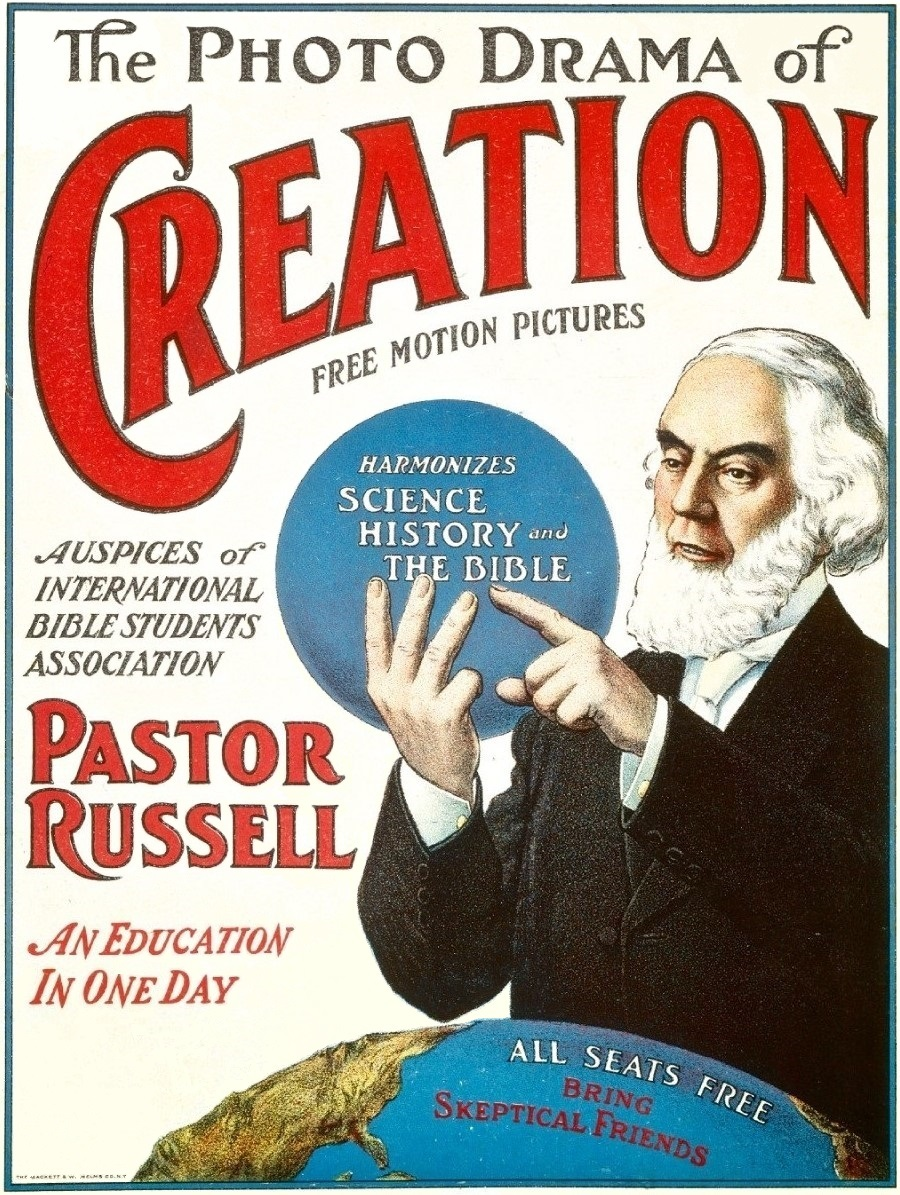
W roku 1914 rozpoczęto wyświetlanie Fotodramy stworzenia

Historia wyznania na tym kontynencie sięga roku 1884, kiedy to angielscy wyznawcy rozpoczęli działalność w Australii. Około roku 1890 do Nowej Zelandii dotarły pierwsze publikacje Towarzystwa Strażnica. W roku 1898 rozpoczęto tam regularną działalność kaznodziejską.
W roku 1900 do Australii wysłano pocztą 1000 traktatów. W 1904 roku otwarto australijskie Biuro Oddziału, które nadzorowało również działalność na wyspach południowego Pacyfiku oraz w krajach Azji Południowo-Wschodniej i w Chinach. W tym samym roku pierwsze publikacje Towarzystwa Strażnica dotarły z Australii na Fidżi. W roku 1913 przybyli tam pierwsi głosiciele ze Stanów Zjednoczonych. W 1914 roku rozpoczęto wyświetlanie filmu Fotodrama stworzenia w Australii, Nowej Zelandii i na Fidżi. Na Wallis i Futuna działalność zapoczątkowano w roku 1918. W 1919 roku cztery australijskie stacje radiowe emitowały program tego wyznania, a Joseph Franklin Rutherford przemawiał w Sydney do 12 tysięcy słuchaczy.
W 1930 roku działalność została zapoczątkowana na terenie obecnego Vanuatu oraz na Wyspach Cooka, w 1931 roku w Nowej Kaledonii, Samoa i na Tahiti, natomiast rok później w Papui-Nowej Gwinei. Na Tonga działalność zaczęto organizować w roku 1935. W 1938 roku w Samoa Amerykańskim  w Pago Pago zatrzymał się Joseph Franklin Rutherford, i wraz z innymi współwyznawcami rozpowszechniał publikacje Świadków Jehowy. W 1939 roku Świadkowie Jehowy z Australii z powodu zakazu działalności w ich kraju uczestniczyli w kongresie w Nowej Zelandii.
W 1944 roku w Nowej Zelandii doszło do prześladowań religijnych z powodu zachowywania neutralności. Na przełomie lat 40. i 50. XX w. Świadkowie Jehowy z Nowej Zelandii rozpoczęli działalność w Kiribati. W kwietniu 1947 roku na Fidżi przybyli misjonarze Szkoły Gilead. Utworzono wówczas pierwszy zbór w Suva składający się z 12 głosicieli. W następnym roku działalność na Guamie rozpoczęli filipińscy głosiciele, którzy pracowali na wyspie. W grudniu 1951 roku zorganizowali pierwszy tamtejszy zbór. W 1953 roku zapoczątkowano działalność na Wyspach Salomona. W 1958 roku otwarto Biuro Oddziału na Fidżi.
W 1960 roku rozpoczęto działalność na wyspie Saipan, na Marianach Północnych oraz na Niue. W następnym roku na Palau i w Mikronezji – na wyspie Chuuk i na Pohnpei, w roku 1962 na Wyspach Marshalla, a w roku 1964 na wyspie Yap. W 1963 roku na Fidżi zorganizowano międzynarodowy kongres pod hasłem „Wiecznotrwała dobra nowina” dla wyznawców z wysp południowego Pacyfiku, w którym brało udział ponad 1080 osób z 24 krajów, a przemówienia wygłosili m.in. Frederick Franz i Grant Suiter z Ciała Kierowniczego. Dwa lata później po raz kolejny na kongresie pod hasłem „Owoce ducha” na Fidżi przemawiał Nathan Knorr, otwarto również nowe Biuro Oddziału i Salę Królestwa. Latem 1965 roku w Sydney odbył się kongres międzynarodowy pod hasłem „Słowo prawdy”. W roku 1969 odbył się na Tahiti pierwszy kongres międzynarodowy pod hasłem „Pokój na ziemi”, a kolejny pod hasłem „Zwycięska wiara” w roku 1978. Od 1970 roku w Radiu WSZO (Złoty Głos Wysp Marshalla), rozpoczęto nadawanie cotygodniowego 15-minutowego przemówienia radiowego Jesteśmy Świadkami Jehowy!. W grudniu 1973 roku kongresy międzynarodowe pod hasłem „Boskie zwycięstwo” odbyły się w Australii, Nowej Zelandii oraz na Fidżi. Regularną działalność na Norfolk rozpoczęto w roku 1972, na Tokelau w 1974, a w 1979 na Nauru.
W latach 80. XX w. władze na wyspie Lifou zakazały Świadkom Jehowy zgromadzania się – bito ich za prowadzenie działalności kaznodziejskiej. W owym czasie w Tuvalu, a dokładnie na atolu Funafuti, rozpoczęto działalność kaznodziejską. Ponieważ nie było żadnego słownika języka tuvalu, misjonarz Świadków Jehowy sam zaczął go tworzyć. Słownik ten został opublikowany pod nazwą: Geoff i Jenny Jackson: An introduction to Tuvaluan. Pod koniec lat 80. XX w. przetłumaczono na język tuvalu książkę Będziesz mógł żyć wiecznie w raju na ziemi.
W 1992 roku działalność podjęto też na wyspach Rota i Tinian. W 1994 roku otwarto Salę Zgromadzeń w nowozelandzkim mieście Auckland. W następnym roku na Guamie powiększono Biuro Oddziału wraz z nową drukarnią. W 1998 roku w Nowej Kaledonii otwarto nowe Biuro Oddziału oraz Salę Zgromadzeń, a w Brisbane, Melbourne i Sydney w Australii odbył się kongres międzynarodowy pod hasłem „Boża droga życia”.
W 2000 roku zorganizowano pomoc humanitarną dla uchodźców z różnych grup etnicznych w ich obozach na terenie Wysp Salomona. W roku 2002 w Papui-Nowej Gwinei powstały Sale Zgromadzeń w Gerehu i w Port Moresby, a w 2010 roku otwarto rozbudowane Biuro Oddziału z Salą Królestwa i Działem Tłumaczeń. W roku 2012 w nowozelandzkim Christchurch odbył się kongres specjalny pod hasłem „Strzeż swego serca!”. W roku 2014 w australijskim Melbourne odbył się kongres międzynarodowy pod hasłem „Szukajmy najpierw Królestwa Bożego!”. W 2018 roku w Port Moresby odbył się kongres specjalny pod hasłem „Bądź odważny!”, w roku 2019 w Melbourne odbył się kongres międzynarodowy pod hasłem „Miłość nigdy nie zawodzi!”.

## Lista wspólnot Świadków Jehowy w poszczególnych państwach Australii i Oceanii

### Świadkowie Jehowy w Australii
Świadkowie Jehowy w Australii – społeczność wyznaniowa w Australii, należąca do ogólnoświatowej wspólnoty Świadków Jehowy, licząca 71 188 głosicieli należących do 726 zborów. Na uroczystości Wieczerzy Pańskiej zgromadziło się 114 089 osób (2023). Działalność miejscowych głosicieli koordynuje Biuro Oddziału w Denham Court koło Ingleburn na przedmieściach SydneyMiejscowa drukarnia rocznie produkuje ponad 18 mln czasopism w 55 językach używanych w krajach Pacyfiku. Działalność rozpoczęto w 1884 roku.

### Świadkowie Jehowy na Fidżi
Świadkowie Jehowy na Fidżi – społeczność wyznaniowa na Fidżi, należąca do ogólnoświatowej wspólnoty Świadków Jehowy, licząca 3005 głosicieli w 60 zborach. Na uroczystości Wieczerzy Pańskiej zgromadziło się 12 901 osób (2023). Biuro Oddziału znajduje się w Suva i koordynuje działalność Świadków Jehowy z Fidżi, Kiribati, Nauru, Tuvalu i Vanuatu. Działalność rozpoczęto w 1904 roku.

### Świadkowie Jehowy na Guam
Świadkowie Jehowy na Guam – społeczność wyznaniowa na Guam, należąca do ogólnoświatowej wspólnoty Świadków Jehowy, licząca 709 głosicieli w 9 zborach. Na uroczystości Wieczerzy Pańskiej zgromadziły się 1622 osoby (2023). Biuro Oddziału znajduje się w Barrigada. Działalność rozpoczęto w roku 1948.

### Świadkowie Jehowy w Kiribati
Świadkowie Jehowy w Kiribati – społeczność wyznaniowa w Kiribati, należąca do ogólnoświatowej wspólnoty Świadków Jehowy, licząca 118 głosicieli w 2 zborach. Na uroczystości Wieczerzy Pańskiej zgromadziły się 433 osoby (2023). Biuro Oddziału znajduje się w Suva na Fidżi. Działalność rozpoczęto w roku 1948.

### Świadkowie Jehowy na Marianach Północnych
Świadkowie Jehowy na Marianach Północnych – społeczność wyznaniowa na Marianach Północnych, należąca do ogólnoświatowej wspólnoty Świadków Jehowy, licząca 237 głosicieli w 4 zborach. Na uroczystości Wieczerzy Pańskiej zgromadziło się 578 osób. Na Saipanie – 220 głosicieli w 3 zborach, 529 osób zgromadziło się na uroczystości Wieczerzy Pańskiej; na wyspie Rota – 7 głosicieli, na uroczystości Wieczerzy Pańskiej zgromadziło się 16 osób; na wyspie Tinian – 10 głosicieli, 1 zbór, 33 osoby zgromadziły się na uroczystości Wieczerzy Pańskiej (2023). Biuro Oddziału znajduje się w Barrigada na wyspie Guam. Działalność rozpoczęto w 1960 roku.

### Świadkowie Jehowy w Mikronezji
Świadkowie Jehowy w Mikronezji – społeczność wyznaniowa w Mikronezji, należąca do ogólnoświatowej wspólnoty Świadków Jehowy, licząca 120 głosicieli w 5 zborach (w tym: Chuuk – 30 (2 zbory), Pohnpei – 54 (1 zbór), Yap – 36 (1 zbór) i Kosrae – 10 (1 zbór)). Na dorocznej uroczystości Wieczerzy Pańskiej w 2023 roku zgromadziło się w całej Mikronezji 438 osób (z tego: 145 na Pohnpei, 103 na Chuuk, 134 na Yap i 56 na Kosrae) (2023). Biuro Oddziału znajduje się w Barrigada na wyspie Guam. Działalność rozpoczęto w roku 1961.

### Świadkowie Jehowy na Nauru
Świadkowie Jehowy na Nauru – społeczność wyznaniowa na Nauru, należąca do ogólnoświatowej wspólnoty Świadków Jehowy, licząca 18 głosicieli, (ok. 0,19% mieszkańców) w 1 zborze. Na uroczystości Wieczerzy Pańskiej zgromadziło się 85 osób (ok. 1% mieszkańców) (2023). Biuro Oddziału znajduje się w Suva na Fidżi.

#### Historia
W roku 1979 misjonarz z Wysp Marshalla rozpoczął regularną działalność na Nauru. Wkrótce jednak został za to deportowany. W latach 80. XX w. pierwszym miejscowym wyznawcą został Humphrey Tatum. W 1982 roku zanotowano liczbę 4 głosicieli, a trzy lata później – 7. Do roku 1995 na Nauru nie wolno było oficjalnie nauczać, głosząc „od domu do domu”. W 1995 roku władze zezwoliły rodowitym mieszkańcom na tę formę publicznej działalności kaznodziejskiej. W roku 1998 zanotowano liczbę 11 głosicieli. Od roku 2000 do połowy roku 2007 rząd odmawiał pozwolenia na przyjazd zagranicznych misjonarzy i przedstawicieli Świadków Jehowy. W 2007 roku zagranicznym przedstawicielom tego wyznania wydano wizy na zwiedzanie kraju i spotkanie się z miejscowymi współwyznawcami. W lutym 2008 roku dwóch zagranicznych współwyznawców oficjalnie przybyło na Nauru na okres jednego roku. W 2009 roku osiągnięto liczbę 15 głosicieli, a na uroczystości Wieczerzy Pańskiej zebrały się 144 osoby. W 2010 roku zagraniczni współwyznawcy opuścili kraj – pozostało 13 miejscowych głosicieli. W roku 2013 było ich 20. Na Nauru nie ma oficjalnej religii państwowej. Konstytucja zapewnia wolność religijną, jednak rząd ogranicza to prawo w zakresie praktyk religijnych członkom tego wyznania, z których większość to pracownicy zagraniczni, zatrudnieni przez Nauruańską Korporację Fosforytową. Zebrania zborowe w języku nauru odbywają się w Sali Królestwa w Aiwo. Kongresy regionalne odbywają się w języku angielskim.

### Świadkowie Jehowy na Niue
Świadkowie Jehowy na Niue – społeczność wyznaniowa na Niue, należąca do ogólnoświatowej wspólnoty Świadków Jehowy, licząca 20 głosicieli w 1 zborze. Na uroczystości Wieczerzy Pańskiej zgromadziło się 78 osób (ponad 3% mieszkańców) (2023). Biuro Oddziału znajduje się w Denham Court w Australii. Działalność rozpoczęto w 1960 roku.

### Świadkowie Jehowy na Norfolk
Świadkowie Jehowy na Norfolk – społeczność wyznaniowa na Norfolk, należąca do ogólnoświatowej wspólnoty Świadków Jehowy. W 2020 działało 6 głosicieli, w związku pandemią COVID-19 rodzina powróciła do swego kraju, a na wyspie nie pozostał żaden głosiciel. Biuro Oddziału nadzorujące działalność na wyspie znajduje się w Denham Court w Australii. Działalność rozpoczęto w roku 1972.

### Świadkowie Jehowy w Nowej Kaledonii
Świadkowie Jehowy w Nowej Kaledonii – społeczność wyznaniowa w Nowej Kaledonii, należąca do ogólnoświatowej wspólnoty Świadków Jehowy, licząca 2693 głosicieli w 34 zborach. Na uroczystości Wieczerzy Pańskiej zgromadziły się 7604 osoby (2023). Biuro Oddziału znajduje się w Numea i koordynuje działalność w Nowej Kaledonii oraz na terytorium Wallis i Futuna. Działalność rozpoczęto w 1931 roku.

### Świadkowie Jehowy w Nowej Zelandii
Świadkowie Jehowy w Nowej Zelandii – społeczność wyznaniowa w Nowej Zelandii, należąca do ogólnoświatowej wspólnoty Świadków Jehowy, licząca 14 607 głosicieli w 170 zborach. Na dorocznej uroczystości Wieczerzy Pańskiej zgromadziło się 26 669 osób (2023). Biuro Krajowe znajduje się w Manurewa. Działalność rozpoczęto ok. 1890 roku.

### Świadkowie Jehowy na Palau
Świadkowie Jehowy na Palau – społeczność wyznaniowa na Palau, należąca do ogólnoświatowej wspólnoty Świadków Jehowy, licząca 81 głosicieli (0,5% mieszkańców) w 2 zborach (angielskojęzycznym i palauańskojęzycznym). Na dorocznej uroczystości Wieczerzy Pańskiej zgromadziło się 205 osób (1,4% mieszkańców) (2023). Biuro Oddziału w Barrigada na wyspie Guam.

#### Historia
W roku 1961 na wyspę Koror przybył pierwszy wyznawca – Merle Lowmaster. W 1967 roku przybyło następnych dwoje misjonarzy, absolwentów Szkoły Gilead – Jeri i Amos Danielsowie. W roku 1997 przybyli kolejni misjonarze – Janet Senas i Roger Konno. W latach 80. XX wieku liczba głosicieli wahała się między 30 a 60, a w roku 2003 zbór liczył 106 głosicieli. W roku 1993 na Palau działało 6 misjonarzy, a w roku 1997 – 4. W roku 2014 utworzono drugi zbór. Zebrania oraz kongresy regionalne odbywają się w języku angielskim i języku palau w miejscowej Sali Królestwa w Ocholochol koło Airai. W ostatnich latach na Palau działają również pionierzy, którzy przybyli z zagranicy.

### Świadkowie Jehowy w Papui-Nowej Gwinei
Świadkowie Jehowy w Papui-Nowej Gwinei – społeczność wyznaniowa w Papui-Nowej Gwinei, należąca do ogólnoświatowej wspólnoty Świadków Jehowy, licząca 5692 głosicieli w 89 zborach. Na uroczystości Wieczerzy Pańskiej zgromadziło się 41 613 osób (2023). Biuro Oddziału mieści się w Boroko w pobliżu Port Moresby. Działalność rozpoczęto w 1932 roku.

### Świadkowie Jehowy w Polinezji Francuskiej
Świadkowie Jehowy w Polinezji Francuskiej – społeczność wyznaniowa w Polinezji Francuskiej, należąca do ogólnoświatowej wspólnoty Świadków Jehowy, licząca 3194 głosicieli (ok. 1,2% mieszkańców) w 45 zborach (43 zbory na Wyspach Towarzystwa – wszystkie na Tahiti, jeden zbór i jedna grupa na oddaleniu na Wyspach Tubuai, jeden zbór i dwie grupy na Markizach oraz kilka grup na Tuamotu i Wyspach Gambiera). Na uroczystości Wieczerzy Pańskiej zgromadziło się 10 450 osób (2023). Biuro Oddziału znajduje się w Taravao. Działalność zapoczątkowano w roku 1931.

### Świadkowie Jehowy w Samoa
Świadkowie Jehowy w Samoa – społeczność wyznaniowa w Samoa, należąca do ogólnoświatowej wspólnoty Świadków Jehowy, licząca 552 głosicieli w 12 zborach. Na uroczystości Wieczerzy Pańskiej zgromadziło się 2311 osób (2023). Biuro Krajowe w Apii. Działalność rozpoczęto w 1931 roku.

### Świadkowie Jehowy w Samoa Amerykańskim
Świadkowie Jehowy w Samoa Amerykańskim – społeczność wyznaniowa w Samoa Amerykańskim, należąca do ogólnoświatowej wspólnoty Świadków Jehowy, licząca 140 głosicieli w 3 zborach. Na uroczystości Wieczerzy Pańskiej zgromadziło się 568 osób (2023). Biuro Oddziału znajduje się w Denham Court w Australii. Działalność rozpoczęto w 1938 roku.

### Świadkowie Jehowy na Tokelau
Świadkowie Jehowy na Tokelau – społeczność wyznaniowa na Tokelau, należąca do ogólnoświatowej wspólnoty Świadków Jehowy, licząca 8 głosicieli w 1 zborze (2008), którzy nadal napotykają trudności ze strony władz wyspy. Biuro Oddziału znajduje się w Denham Court w Australii. Działalność rozpoczęto w 1974 roku.

### Świadkowie Jehowy na Tonga
Świadkowie Jehowy na Tonga – społeczność wyznaniowa na Tonga, należąca do ogólnoświatowej wspólnoty Świadków Jehowy, licząca 212 głosicieli w 3 zborach. Na uroczystości Wieczerzy Pańskiej zgromadziło się 666 osób (2023). Biuro Oddziału znajduje się w Denham Court w Australii. Działalność rozpoczęto w 1930 roku.

### Świadkowie Jehowy w Tuvalu
Świadkowie Jehowy w Tuvalu – społeczność wyznaniowa w Tuvalu, należąca do ogólnoświatowej wspólnoty Świadków Jehowy, licząca 93 głosicieli w 1 zborze. Na Wieczerzy Pańskiej zgromadziły się 202 osoby (2023). Biuro Oddziału znajduje się w Suva na Fidżi. Działalność rozpoczęto ok. 1980 roku.

### Świadkowie Jehowy w Vanuatu
Świadkowie Jehowy w Vanuatu – społeczność wyznaniowa w Vanuatu, należąca do ogólnoświatowej wspólnoty Świadków Jehowy, licząca 694 głosicieli w 13 zborach. Na uroczystości Wieczerzy Pańskiej zgromadziło się 4308 osób (2023). Biuro Oddziału znajduje się w Suva na Fidżi. Działalność rozpoczęto w 1930 roku.

### Świadkowie Jehowy na Wallis i Futuna
Świadkowie Jehowy na Wallis i Futuna – społeczność wyznaniowa na Wallis i Futuna, należąca do ogólnoświatowej wspólnoty Świadków Jehowy, licząca 70 głosicieli w 2 zborach. Na uroczystości Wieczerzy Pańskiej zgromadziły się 272 osoby (2023). Biuro Oddziału znajduje się w Numea w Nowej Kaledonii. Działalność rozpoczęto w 1918 roku.

### Świadkowie Jehowy na Wyspach Cooka
Świadkowie Jehowy na Wyspach Cooka – społeczność wyznaniowa na Wyspach Cooka, należąca do ogólnoświatowej wspólnoty Świadków Jehowy, licząca 193 głosicieli w 3 zborach. Na uroczystości Wieczerzy Pańskiej zgromadziło się 538 osób (2023). Biuro Oddziału znajduje się w Denham Court w Australii. Działalność rozpoczęto w 1930 roku.

### Świadkowie Jehowy na Wyspach Marshalla
Świadkowie Jehowy na Wyspach Marshalla – społeczność wyznaniowa na Wyspach Marshalla, należąca do ogólnoświatowej wspólnoty Świadków Jehowy, licząca 138 głosicieli w 4 zborach. Na uroczystości Wieczerzy Pańskiej zgromadziły się 742 osoby (2023). Biuro Oddziału znajduje się w Barrigada na wyspie Guam. Działalność rozpoczęto w 1962 roku.

### Świadkowie Jehowy na Wyspach Salomona
Świadkowie Jehowy na Wyspach Salomona – społeczność wyznaniowa na Wyspach Salomona, należąca do ogólnoświatowej wspólnoty Świadków Jehowy, licząca 1907 głosicieli w 50 zborach. Na uroczystości Wieczerzy Pańskiej zgromadziło się 11 887 osób (2023). Biuro Oddziału znajduje się w Honiara. Działalność rozpoczęto w roku 1953.

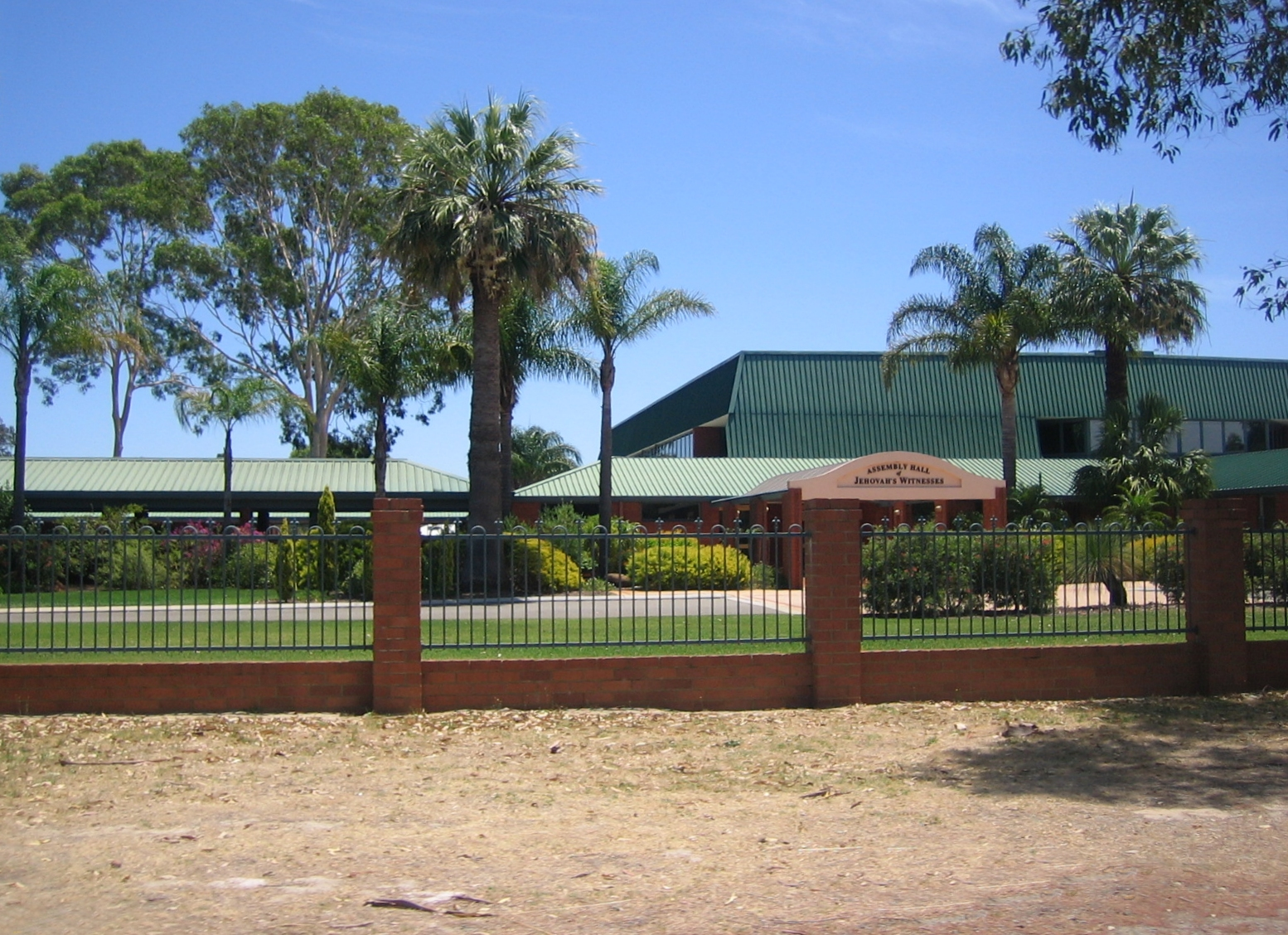
Sala Zgromadzeń w Wattle Grove w Australii
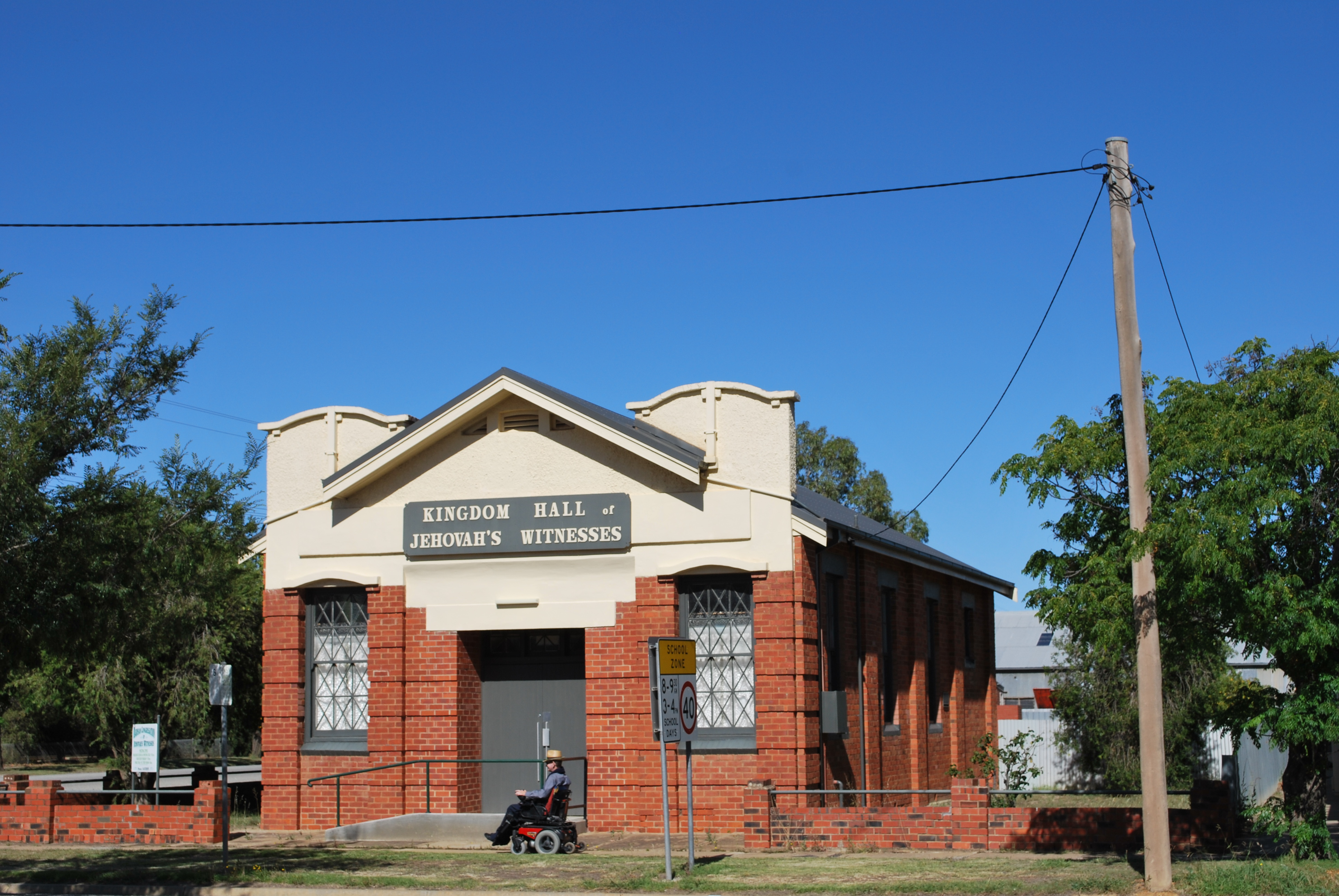
Sala Królestwa w Barham w Australii...
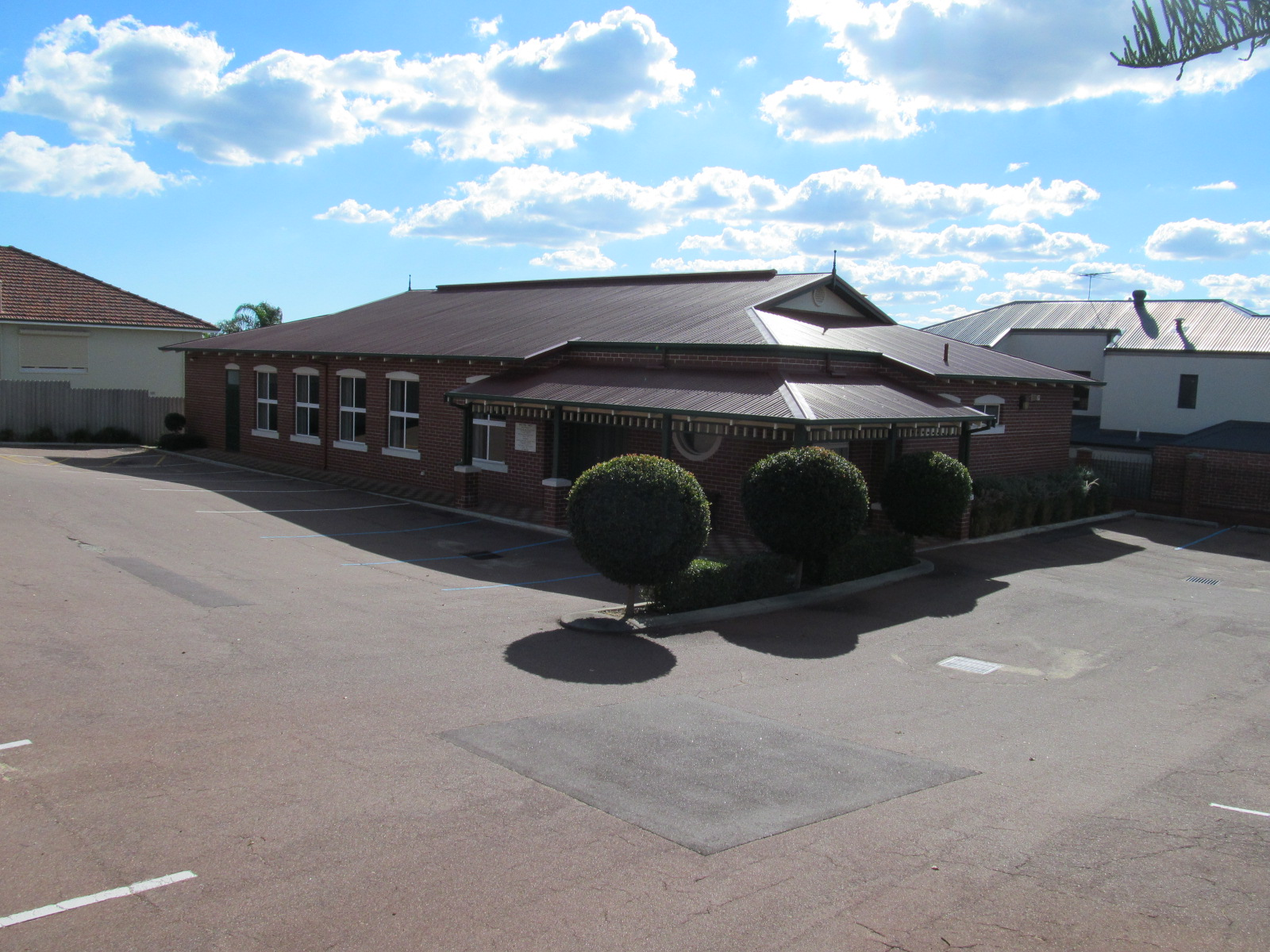
... w Joondanna...
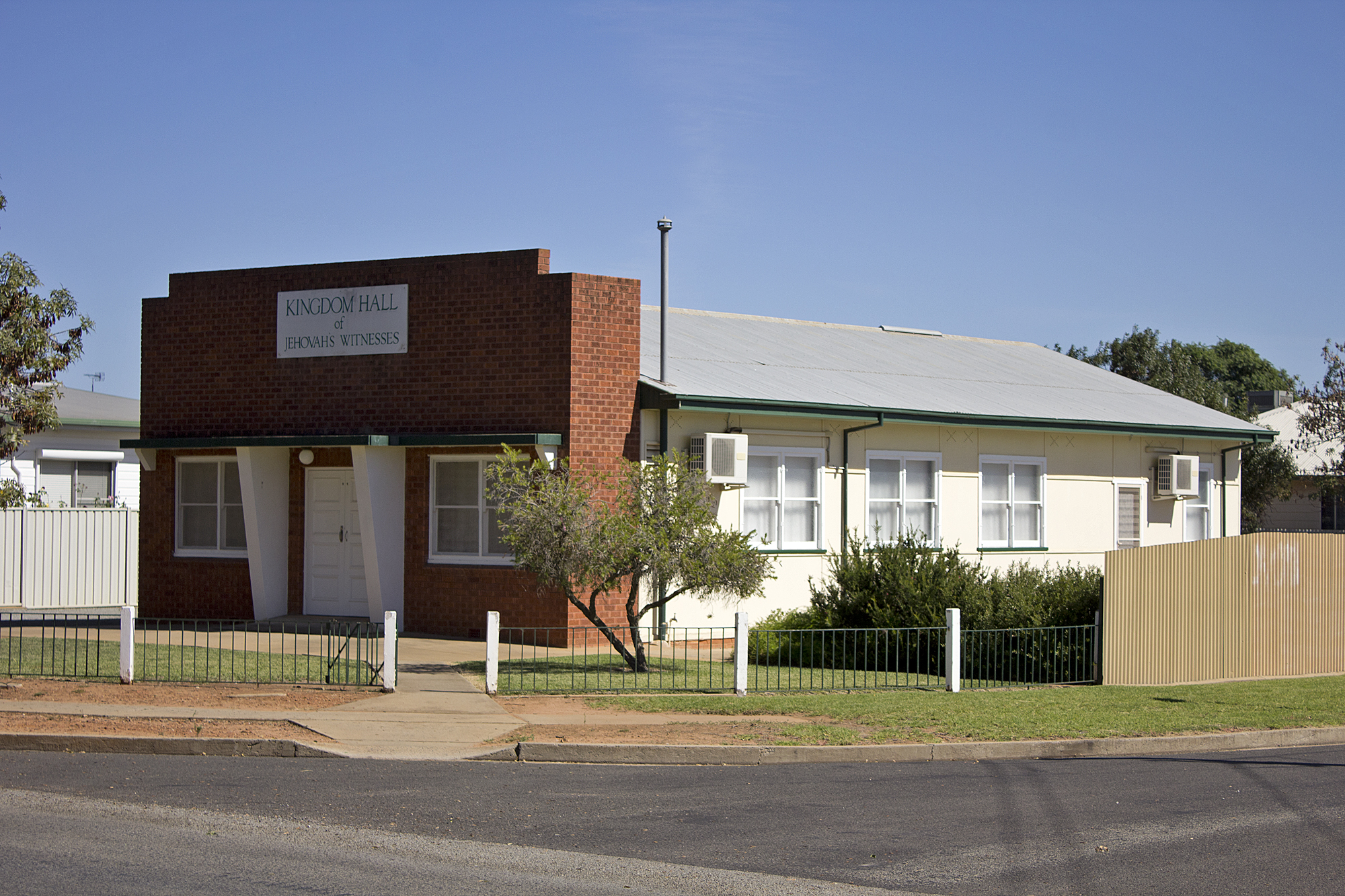
... w Leeton
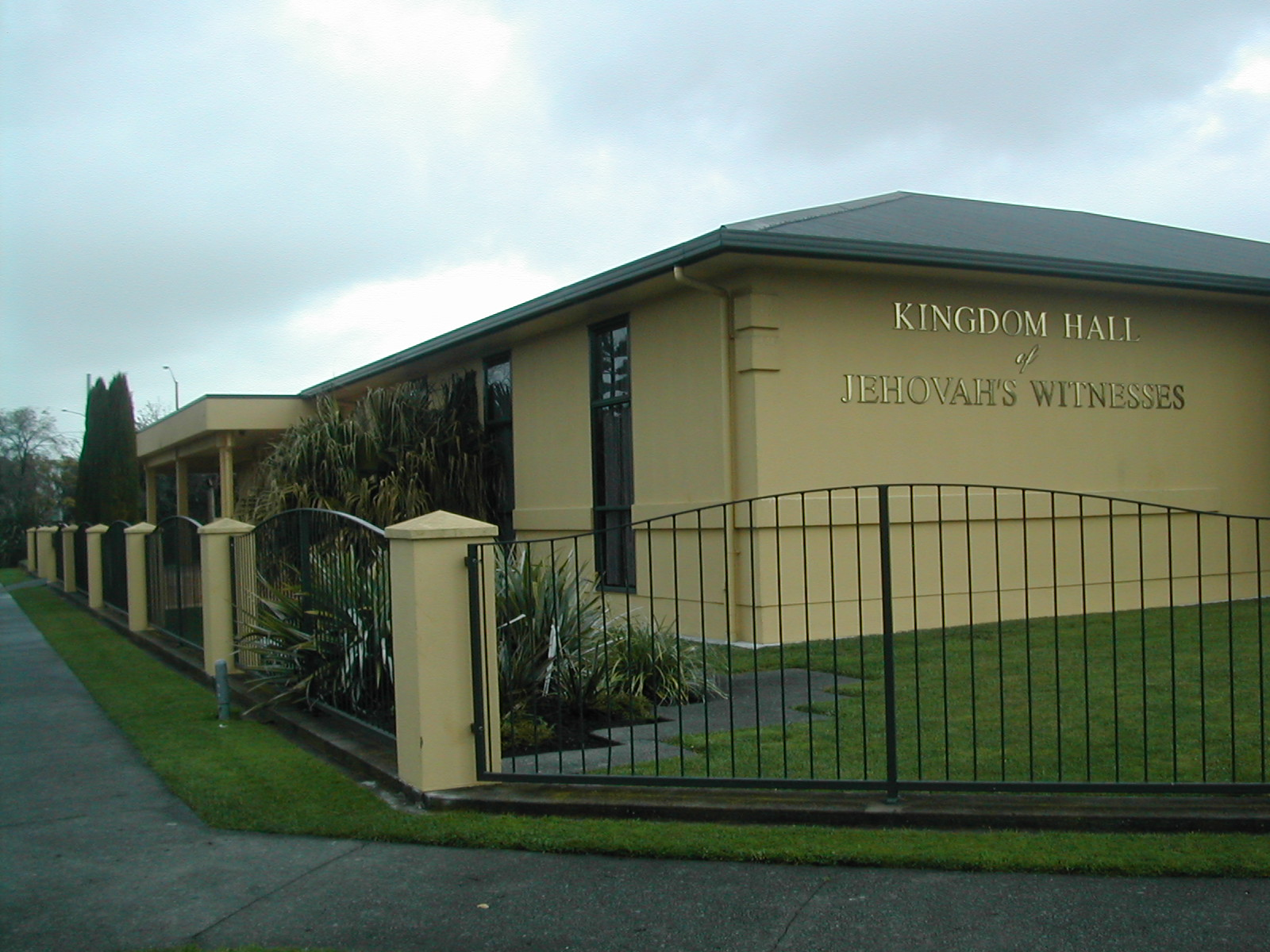
... w Napier w Nowej Zelandii.

## Statystyki za 2023 rok
Podział krajów i terytoriów według danych opublikowanych w Sprawozdaniu z działalności Świadków Jehowy w poszczególnych krajach w roku 2023.
| Kraj (terytorium)  | Ludność  | Głosicieli | Zbory | Obecni na Pamiątce |
| ------------------ | -------- | ---------- | ----- | ------------------ |
| Australia          | 26636000 | 71188      | 726   | 114089             |
| Chuuk              | 54000    | 30         | 2     | 103                |
| Fidżi              | 916000   | 3005       | 60    | 12901              |
| Guam               | 173000   | 709        | 9     | 1622               |
| Kiribati           | 123000   | 118        | 2     | 433                |
| Kosrae             | 8000     | 10         | 1     | 56                 |
| Nauru              | 11000    | 18         | 1     | 85                 |
| Niue               | 2000     | 20         | 1     | 78                 |
| Nowa Kaledonia     | 271000   | 2693       | 34    | 7604               |
| Nowa Zelandia      | 5199000  | 14607      | 170   | 26669              |
| Palau              | 18000    | 81         | 2     | 205                |
| Papua-Nowa Gwinea  | 9466000  | 5692       | 89    | 41613              |
| Pohnpei            | 34000    | 54         | 1     | 145                |
| Rota               | 3000     | 7          | 0     | 16                 |
| Saipan             | 48000    | 220        | 3     | 529                |
| Samoa              | 206000   | 552        | 12    | 2311               |
| Samoa Amerykańskie | 49000    | 140        | 3     | 568                |
| Tahiti             | 280000   | 3194       | 45    | 10450              |
| Tinian             | 3000     | 10         | 1     | 33                 |
| Tonga              | 109000   | 212        | 3     | 666                |
| Tuvalu             | 12000    | 93         | 1     | 202                |
| Vanuatu            | 334000   | 694        | 13    | 4308               |
| Wallis i Futuna    | 11000    | 70         | 2     | 272                |
| Wyspy Cooka        | 17000    | 193        | 3     | 538                |
| Wyspy Marshalla    | 61000    | 138        | 4     | 742                |
| Wyspy Salomona     | 738000   | 1907       | 50    | 11887              |
| Yap                | 11000    | 36         | 1     | 134                |